# Copa do Mundo FIFA de 2018 – Grupo B

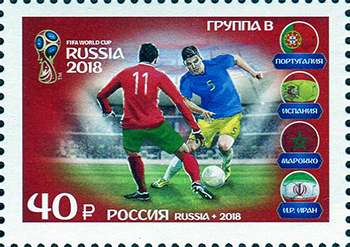
Selo russo de 2018 ilustrando as seleções do Grupo B

O Grupo B da Copa do Mundo FIFA de 2018, a vigésima primeira edição do torneio de futebol organizado pela Federação Internacional de Futebol (FIFA) e que ocorreu na Rússia, reuniu as seleções de Portugal, da Espanha, do Marrocos e do Irã. Seis das treze cidades-sede do torneio abrigaram jogos do grupo. A primeira partida, aconteceu em 15 de junho, entre Marrocos e Irã, com a seleção iraniana a ganhar. Os dois melhores colocados do grupo avançaram as oitavas de final.

## Equipes
| Inscrição            | Equipe   | Confederação | Método de qualificação               | Data de qualificação   | Aparições em Copas | Última participação | Melhor resultado                        | Ranking da FIFA |
| Inscrição            | Equipe   | Confederação | Método de qualificação               | Data de qualificação   | Aparições em Copas | Última participação | Melhor resultado                        | junho de 2018   |
| -------------------- | -------- | ------------ | ------------------------------------ | ---------------------- | ------------------ | ------------------- | --------------------------------------- | --------------- |
| B1 (cabeça-de-chave) | Portugal | UEFA         | Vencedor do grupo B                  | 10 de outubro de 2017  | 7                  | 2014                | Terceiro lugar (1966)                   | 4º              |
| B2                   | Espanha  | UEFA         | Vencedor do grupo G                  | 6 de outubro de 2017   | 15                 | 2014                | Campeão (2010)                          | 10º             |
| B3                   | Marrocos | CAF          | Vencedor do grupo C da terceira fase | 11 de novembro de 2017 | 5                  | 1998                | Oitavas de final (1986)                 | 41º             |
| B4                   | Irã      | AFC          | Vencedor do grupo A da terceira fase | 12 de junho de 2017    | 5                  | 2014                | Fase de grupos (1978, 1998, 2006, 2014) | 37º             |

## Encontros anteriores em Copas do Mundo
- Marrocos x Irã: Nenhum encontro
- Portugal x Espanha:
  - 2010, oitavas de final: Espanha 1–0 Portugal
- Portugal x Marrocos:
  - 1986, fase de grupos: Portugal 1–3 Marrocos
- Irã x Espanha: Nenhum encontro
- Irã x Portugal:
  - 2006, fase de grupos: Portugal 2–0 Irã
- Espanha x Marrocos: Nenhum encontro

## Classificação
| Legenda                                                         |
| --------------------------------------------------------------- |
| Primeiro e segundo colocados do grupo avançam para a fase final |

| Pos | Equipe   | Pts | J | V | E | D | GP | GC | SG | Classificado      |
| --- | -------- | --- | - | - | - | - | -- | -- | -- | ----------------- |
| 1   | Espanha  | 5   | 3 | 1 | 2 | 0 | 6  | 5  | +1 | Fase eliminatória |
| 2   | Portugal | 5   | 3 | 1 | 2 | 0 | 5  | 4  | +1 | Fase eliminatória |
| 3   | Irã      | 4   | 3 | 1 | 1 | 1 | 2  | 2  | 0  | Eliminado         |
| 4   | Marrocos | 1   | 3 | 0 | 1 | 2 | 2  | 4  | −2 | Eliminado         |

## Partidas

### Marrocos vs. Irã
| 15 de junho   | Marrocos | 0 – 1     | Irã                     | Estádio Krestovsky, São Petersburgo       |
| 18:00 (UTC+2) |          | Relatório | Bouhaddouz 90+5' (g.c.) | Público: 62 548 Árbitro: TUR Cüneyt Çakır |

| Marrocos | Irã |

| G              | 12 | Munir Mohamedi  |     |     |
| Z              | 2  | Achraf Hakimi   |     |     |
| Z              | 5  | Mehdi Benatia   |     |     |
| Z              | 6  | Romain Saïss    |     |     |
| M              | 14 | Mbark Boussoufa |     |     |
| M              | 7  | Hakim Ziyech    |     |     |
| M              | 8  | Karim El Ahmadi | 34' |     |
| M              | 18 | Amine Harit     |     | 82' |
| A              | 16 | Nordin Amrabat  |     | 76' |
| A              | 9  | Ayoub El Kaabi  |     | 77' |
| A              | 10 | Younès Belhanda |     |     |
| Substituições: |    |                 |     |     |
| M              | 21 | Sofyan Amrabat  |     | 76' |
| A              | 20 | Aziz Bouhaddouz |     | 77' |
| Z              | 4  | Manuel da Costa |     | 82' |
| Treinador:     |    |                 |     |     |
| Hervé Renard   |    |                 |     |     |

| G              | 1  | Alireza Beiranvand   |       |     |
| Z              | 23 | Ramin Rezaeian       |       |     |
| Z              | 4  | Rouzbeh Cheshmi      |       |     |
| Z              | 8  | Morteza Pouraliganji |       |     |
| M              | 10 | Karim Ansarifard     | 90+2' |     |
| M              | 9  | Omid Ebrahimi        |       | 81' |
| M              | 3  | Ehsan Hajsafi        |       |     |
| M              | 7  | Masoud Shojaei       | 10'   | 68' |
| A              | 18 | Alireza Jahanbakhsh  | 47'   | 85' |
| A              | 20 | Sardar Azmoun        |       |     |
| A              | 11 | Vahid Amiri          |       |     |
| Substituições: |    |                      |       |     |
| A              | 17 | Mehdi Taremi         |       | 68' |
| Z              | 19 | Majid Hosseini       |       | 81' |
| A              | 14 | Saman Ghoddos        |       | 85' |
| Treinador:     |    |                      |       |     |
| Carlos Queiroz |    |                      |       |     |

| Homem do Jogo: Amine Harit Bandeirinhas: Bahattin Duran Tarik Ongun Quarto árbitro: Sergei Karasev Quinto árbitro: Anton Averianov Árbitro assistente de vídeo: Felix Zwayer Árbitros assistentes de árbitro de vídeo: Bastian Dankert Mark Borsch Jair Marrufo |

### Portugal vs. Espanha
| 15 de junho             | Portugal                             | 3 – 3     | Espanha                          | Estádio Olímpico de Fisht, Sóchi             |
| 21:00 (UTC+3) Histórico | Cristiano Ronaldo 4' (pen), 44', 88' | Relatório | Diego Costa 24', 55' · Nacho 58' | Público: 43 866 Árbitro: ITA Gianluca Rocchi |

| Portugal | Espanha |

| G               | 1  | Rui Patrício      |     |     |
| LD              | 21 | Cédric Soares     |     |     |
| Z               | 3  | Pepe              |     |     |
| Z               | 6  | José Fonte        |     |     |
| LE              | 5  | Raphaël Guerreiro |     |     |
| V               | 14 | William Carvalho  |     |     |
| V               | 8  | João Moutinho     |     |     |
| M               | 11 | Bernardo Silva    |     | 69' |
| M               | 17 | Gonçalo Guedes    |     | 80' |
| M               | 16 | Bruno Fernandes   | 28' | 68' |
| A               | 7  | Cristiano Ronaldo |     |     |
| Substituições:  |    |                   |     |     |
| M               | 10 | João Mário        |     | 68' |
| A               | 20 | Ricardo Quaresma  |     | 69' |
| A               | 9  | André Silva       |     | 80' |
| Treinador:      |    |                   |     |     |
| Fernando Santos |    |                   |     |     |

| G               | 1  | David de Gea     |     |     |
| LD              | 4  | Nacho            |     |     |
| Z               | 3  | Gerard Piqué     |     |     |
| Z               | 15 | Sergio Ramos     |     |     |
| LE              | 18 | Jordi Alba       |     |     |
| V               | 5  | Sergio Busquets  | 17' |     |
| V               | 8  | Koke             |     |     |
| M               | 21 | David Silva      |     | 86' |
| M               | 22 | Isco             |     |     |
| M               | 6  | Andrés Iniesta   |     | 70' |
| A               | 19 | Diego Costa      |     | 77' |
| Substituições:  |    |                  |     |     |
| V               | 10 | Thiago Alcântara |     | 70' |
| M               | 17 | Iago Aspas       |     | 77' |
| M               | 11 | Lucas Vázquez    |     | 86' |
| Treinador:      |    |                  |     |     |
| Fernando Hierro |    |                  |     |     |

| Homem do Jogo: Cristiano Ronaldo Bandeirinhas: Elenito Di Liberatore Mauro Tonolini Quarto árbitro: Ryuji Sato Quinto árbitro: Toru Sagara Árbitro assistente de vídeo: Massimiliano Irrati Árbitros assistentes de árbitro de vídeo: Paolo Valeri Carlos Astroza Daniele Orsato |

### Portugal vs. Marrocos
| 20 de junho   | Portugal             | 1 – 0     | Marrocos | Estádio Lujniki, Moscou                  |
| 15:00 (UTC+3) | Cristiano Ronaldo 4' | Relatório |          | Público: 78 011 Árbitro: USA Mark Geiger |

| Portugal | Marrocos |

| G               | 1  | Rui Patrício      |       |     |
| LD              | 21 | Cédric Soares     |       |     |
| Z               | 3  | Pepe              |       |     |
| Z               | 6  | José Fonte        |       |     |
| LE              | 5  | Raphaël Guerreiro |       |     |
| M               | 11 | Bernardo Silva    |       | 59' |
| M               | 14 | William Carvalho  |       |     |
| M               | 8  | João Moutinho     |       | 89' |
| M               | 10 | João Mário        |       | 70' |
| A               | 17 | Gonçalo Guedes    |       |     |
| A               | 7  | Cristiano Ronaldo |       |     |
| Substituições:  |    |                   |       |     |
| V               | 18 | Gelson Martins    |       | 59' |
| M               | 16 | Bruno Fernandes   |       | 70' |
| M               | 23 | Adrien Silva      | 90+2' | 89' |
| Treinador:      |    |                   |       |     |
| Fernando Santos |    |                   |       |     |

| G              | 12 | Munir Mohamedi  |     |     |
| LD             | 17 | Nabil Dirar     |     |     |
| Z              | 5  | Mehdi Benatia   | 40' |     |
| Z              | 4  | Manuel da Costa |     |     |
| LE             | 2  | Achraf Hakimi   |     |     |
| V              | 8  | Karim El Ahmadi |     | 86' |
| V              | 14 | Mbark Boussoufa |     |     |
| M              | 16 | Nordin Amrabat  |     |     |
| M              | 10 | Younès Belhanda |     | 75' |
| M              | 7  | Hakim Ziyech    |     |     |
| A              | 13 | Khalid Boutaïb  |     | 70' |
| Substituições: |    |                 |     |     |
| V              | 9  | Ayoub El Kaabi  |     | 70' |
| M              | 23 | Mehdi Carcela   |     | 75' |
| M              | 11 | Fayçal Fajr     |     | 86' |
| Treinador:     |    |                 |     |     |
| Hervé Renard   |    |                 |     |     |

| Homem do Jogo: Cristiano Ronaldo Bandeirinhas: Joe Fletcher Frank Anderson Quarto árbitro: Sergei Karasev Quinto árbitro: Anton Averianov Árbitro assistente de vídeo: Felix Zwayer Árbitros assistentes de árbitro de vídeo: Jair Marrufo Simon Lount Bastian Dankert |

### Irã vs. Espanha
| 20 de junho   | Irã | 0 – 1     | Espanha         | Arena Kazan, Cazã                         |
| 21:00 (UTC+3) |     | Relatório | Diego Costa 54' | Público: 42 718 Árbitro: URU Andrés Cunha |

| Irã | Espanha |

| G              | 1  | Alireza Beiranvand   |       |     |
| LD             | 23 | Ramin Rezaeian       |       |     |
| Z              | 19 | Majid Hosseini       |       |     |
| Z              | 8  | Morteza Pouraliganji |       |     |
| LE             | 3  | Ehsan Hajsafi        |       | 69' |
| V              | 9  | Omid Ebrahimi        | 90+2' |     |
| V              | 6  | Saeid Ezatolahi      |       |     |
| M              | 10 | Karim Ansarifard     |       | 74' |
| M              | 17 | Mehdi Taremi         |       |     |
| M              | 11 | Vahid Amiri          | 79'   | 86' |
| A              | 20 | Sardar Azmoun        |       |     |
| Substituições: |    |                      |       |     |
| M              | 5  | Milad Mohammadi      |       | 69' |
| A              | 18 | Alireza Jahanbakhsh  |       | 74' |
| A              | 14 | Saman Ghoddos        |       | 86' |
| Treinador:     |    |                      |       |     |
| Carlos Queiroz |    |                      |       |     |

| G               | 1  | David de Gea    |  |     |
| LD              | 2  | Dani Carvajal   |  |     |
| Z               | 3  | Gerard Piqué    |  |     |
| Z               | 15 | Sergio Ramos    |  |     |
| LE              | 18 | Jordi Alba      |  |     |
| V               | 5  | Sergio Busquets |  |     |
| V               | 6  | Andrés Iniesta  |  | 71' |
| M               | 21 | David Silva     |  |     |
| M               | 22 | Isco            |  |     |
| M               | 11 | Lucas Vázquez   |  | 79' |
| A               | 19 | Diego Costa     |  | 89' |
| Substituições:  |    |                 |  |     |
| M               | 8  | Koke            |  | 71' |
| A               | 20 | Marco Asensio   |  | 79' |
| A               | 9  | Rodrigo         |  | 89' |
| Treinador:      |    |                 |  |     |
| Fernando Hierro |    |                 |  |     |

| Homem do Jogo: Diego Costa Bandeirinhas: Nicolas Taran Mauricio Espinosa Quarto árbitro: Julio Bascuñán Quinto árbitro: Christian Schiemann Árbitro assistente de vídeo: Mauro Vigliano Árbitros assistentes de árbitro de vídeo: Wilton Pereira Sampaio Alexander Guzman Massimiliano Irrati |

### Irã vs. Portugal
| 25 de junho   | Irã                    | 1 – 1     | Portugal     | Arena Mordovia, Saransk                      |
| 21:00 (UTC+3) | Ansarifard 90+3' (pen) | Relatório | Quaresma 45' | Público: 41 685 Árbitro: PAR Enrique Cáceres |

| Irã | Portugal |

| G              | 1  | Alireza Beiranvand   |     |     |
| LD             | 23 | Ramin Rezaeian       |     |     |
| Z              | 19 | Majid Hosseini       |     |     |
| Z              | 8  | Morteza Pouraliganji |     |     |
| LE             | 3  | Ehsan Hajsafi        | 52' | 56' |
| V              | 6  | Saeid Ezatolahi      |     | 76' |
| M              | 18 | Alireza Jahanbakhsh  |     | 70' |
| M              | 9  | Omid Ebrahimi        |     |     |
| M              | 17 | Mehdi Taremi         |     |     |
| M              | 11 | Vahid Amiri          |     |     |
| A              | 20 | Sardar Azmoun        | 54' |     |
| Substituições: |    |                      |     |     |
| Z              | 5  | Milad Mohammadi      |     | 56' |
| A              | 14 | Saman Ghoddos        |     | 70' |
| A              | 10 | Karim Ansarifard     |     | 76' |
| Treinador:     |    |                      |     |     |
| Carlos Queiroz |    |                      |     |     |

| G               | 1  | Rui Patrício      |       |       |
| LD              | 21 | Cédric            | 90+8' |       |
| Z               | 3  | Pepe              |       |       |
| Z               | 6  | José Fonte        |       |       |
| LE              | 5  | Raphaël Guerreiro | 33'   |       |
| M               | 20 | Ricardo Quaresma  | 64'   | 70'   |
| M               | 14 | William Carvalho  |       |       |
| M               | 23 | Adrien Silva      |       |       |
| M               | 10 | João Mário        |       | 84'   |
| A               | 9  | André Silva       |       | 90+6' |
| A               | 7  | Cristiano Ronaldo | 83'   |       |
| Substituições:  |    |                   |       |       |
| M               | 11 | Bernardo Silva    |       | 70'   |
| M               | 8  | João Moutinho     |       | 84'   |
| A               | 17 | Gonçalo Guedes    |       | 90+6' |
| Treinador:      |    |                   |       |       |
| Fernando Santos |    |                   |       |       |

| Homem do Jogo: Ricardo Quaresma Bandeirinhas: Eduardo Cardozo Juan Zorrilla Quarto árbitro: Mehdi Abid Charef Quinto árbitro: Anouar Hmila Árbitro assistente de vídeo: Massimiliano Irrati Árbitros assistentes de árbitro de vídeo: Gery Vargas Hernán Maidana Paolo Valeri |

### Espanha vs. Marrocos
| 25 de junho   | Espanha                | 2 – 2     | Marrocos                    | Estádio de Kaliningrado, Kaliningrado        |
| 20:00 (UTC+2) | Isco 19' · Aspas 90+1' | Relatório | Boutaïb 14' · En-Nesyri 81' | Público: 33 973 Árbitro: UZB Ravshan Irmatov |

| Espanha | Marrocos |

| G               | 1  | David de Gea    |  |     |
| LD              | 2  | Dani Carvajal   |  |     |
| Z               | 3  | Gerard Piqué    |  |     |
| Z               | 15 | Sergio Ramos    |  |     |
| LE              | 18 | Jordi Alba      |  |     |
| V               | 5  | Sergio Busquets |  |     |
| V               | 10 | Thiago          |  | 74' |
| M               | 21 | David Silva     |  | 84' |
| M               | 22 | Isco            |  |     |
| M               | 6  | Andrés Iniesta  |  |     |
| A               | 19 | Diego Costa     |  | 74' |
| Substituições:  |    |                 |  |     |
| A               | 17 | Iago Aspas      |  | 74' |
| M               | 20 | Marco Asensio   |  | 74' |
| A               | 9  | Rodrigo         |  | 84' |
| Treinador:      |    |                 |  |     |
| Fernando Hierro |    |                 |  |     |

| G              | 12 | Munir Mohamedi    | 88'   |     |
| LD             | 17 | Nabil Dirar       |       |     |
| Z              | 4  | Manuel da Costa   | 31'   |     |
| Z              | 6  | Romain Saïss      |       |     |
| LE             | 2  | Achraf Hakimi     | 90+3' |     |
| V              | 8  | Karim El Ahmadi   | 21'   |     |
| V              | 14 | Mbark Boussoufa   | 31'   |     |
| M              | 16 | Nordin Amrabat    | 29'   |     |
| M              | 10 | Younès Belhanda   |       | 63' |
| M              | 7  | Hakim Ziyech      |       | 85' |
| A              | 13 | Khalid Boutaïb    |       | 72' |
| Substituições: |    |                   |       |     |
| M              | 11 | Fayçal Fajr       |       | 63' |
| A              | 19 | Youssef En-Nesyri |       | 72' |
| A              | 20 | Aziz Bouhaddouz   |       | 85' |
| Treinador:     |    |                   |       |     |
| Hervé Renard   |    |                   |       |     |

| Homem do Jogo: Isco Bandeirinhas: Abdukhamidullo Rasulov Jakhongir Saidov Quarto árbitro: Mohammed Abdulla Hassan Mohamed Quinto árbitro: Mohamed Al Hammadi Árbitro assistente de vídeo: Felix Zwayer Árbitros assistentes de árbitro de vídeo: Bastian Dankert Mark Borsch Danny Makkelie |

## Disciplina
Os pontos por fair play teriam sido usados como critério de desempate se duas equipes tivessem empatadas em todos os demais critérios de desempate. Estes foram calculados com base nos cartões amarelos e vermelhos recebidos em todas as partidas do grupo da seguinte forma:
- primeiro cartão amarelo: menos 1 ponto;
- cartão vermelho indireto (segundo cartão amarelo): menos 3 pontos;
- cartão vermelho direto: menos 4 pontos;
- cartão amarelo e cartão vermelho direto: menos 5 pontos;

Apenas uma das deduções acima seria aplicada a um jogador em uma única partida.
| Seleção  | Jogo 1                        | Jogo 1                            | Jogo 1  | Jogo 1               | Jogo 2                        | Jogo 2                            | Jogo 2  | Jogo 2               | Jogo 3                        | Jogo 3                            | Jogo 3  | Jogo 3               | Pontos |
| Seleção  | Penalizado com cartão amarelo | Penalizado · Penalizado · Expulso | Expulso | Penalizado · Expulso | Penalizado com cartão amarelo | Penalizado · Penalizado · Expulso | Expulso | Penalizado · Expulso | Penalizado com cartão amarelo | Penalizado · Penalizado · Expulso | Expulso | Penalizado · Expulso | Pontos |
| -------- | ----------------------------- | --------------------------------- | ------- | -------------------- | ----------------------------- | --------------------------------- | ------- | -------------------- | ----------------------------- | --------------------------------- | ------- | -------------------- | ------ |
| Espanha  | 1                             |                                   |         |                      |                               |                                   |         |                      |                               |                                   |         |                      | −1     |
| Portugal | 1                             |                                   |         |                      | 1                             |                                   |         |                      | 4                             |                                   |         |                      | −6     |
| Irã      | 3                             |                                   |         |                      | 2                             |                                   |         |                      | 2                             |                                   |         |                      | −7     |
| Marrocos | 1                             |                                   |         |                      | 1                             |                                   |         |                      | 6                             |                                   |         |                      | −8     |